# Синькайлинское сражение
Синькайлинское сражение (кит. упр. 新开岭战役, 30 октября — 2 ноября 1946) — одно из сражений в Маньчжурии 2-го этапа гражданской войны в Китае.

## Предыстория
19 октября 1946 года гоминьдановские войска в Северо-Восточном Китае начали крупномасштабное наступление от Бэньси на юг. Входившая в состав 52-й армии 25-я дивизия 20 октября подошла к Тяньшифу, а 21 октября атаковала Саймацзюй, выбив оттуда 11-ю дивизию 4-й колонны коммунистов. Из Саймацзюй 25-я дивизия двинулась на Фэнчэн, но коммунисты, сконцентрировав 11-ю и 12-ю дивизии, 24 октября отбили Саймацзюй, вынудив 25-ю дивизию гоминьдановцев срочно возвращаться обратно. Вернув Саймацзюй, 25-я дивизия опять стала продвигаться в направлении Куаньдяня. Обнаружив в ходе боёв, что командование 25-й дивизии не ведёт разведки на флангах, командование коммунистов решило устроить гоминьдановцам ловушку в районе Синькайлинского хребта, находящегося в 70 километрах западнее Куаньдяня.

## Ход сражения
30 октября передовые отряды гоминьдановской 25-й дивизии приблизились к расположенному у Синькайлинского хребта селению Хуанцзябаоцзы. Силы 11-й дивизии 4-й колонны коммунистов завязали с гоминьдановцами бой. Гоминьдановцы оттеснили коммунистов к горе Лаоешань, на вершине которой смогли занять старые японские укрепления. 10-я дивизия попыталась выбить гоминьдановцев с Лаоешань, но лобовые атаки успеха не принесли. Тем временем 11-я дивизия начала незаметно охватывать фланги 25-й дивизии у Хуанцзябаоцзы. 1 ноября подошедшая 12-я дивизия заняла селение Паньцзябаоцзы, полностью замкнув кольцо окружения.
Командующий гоминьдановской 25-й дивизии неправильно оценил ситуацию, недооценив силы коммунистов, и когда его запросили по радио из Шэньяна, то он запросил лишь снабжение боеприпасами по воздуху, заявив, что не нуждается в дополнительных войсках.
2 ноября к Лаоешань подтянулись 11-я и 12-я дивизии коммунистов, плотно замкнув кольцо блокады, и окончательно разгромили гоминьдановцев.

## Итоги и последствия
Гоминьдановцы потеряли свыше 1600 человек убитыми; 5877 человек попало в плен, включая командира дивизии Ли Чжэнъи и заместителя командира дивизии Дуань Пэйдэ; потери коммунистов составили 338 убитыми и 1582 ранеными. Синькайлинское сражение стало первым случаем, когда 4-я колонна коммунистов смогла полностью уничтожить противостоящую ей гоминьдановскую дивизию.